# Ratt
Ratt est un groupe américain de glam metal américain, originaire d'Hollywood, en Californie. Formé en 1977 sous le nom de Mickey Ratt c'est en 1981 que le groupe adopte le nom de Ratt, il connait un succès commercial important durant les années 1980, leurs albums étant certifiés disques d'or, disques de platine, et multi-disques de platine par la Recording Industry Association of America (RIAA). Le groupe est notamment connu pour son titre hit Round and Round et Nobody Rides for Free figurant dans la bande originale du film Point Break avec Keanu Reeves et Patrick Swayze. Avec Mötley Crüe, Ratt est reconnu dans la scène glam metal de Los Angeles, aussi appelée « hair metal » ou « pop metal »,.
Le groupe continue ses tournées, malgré les nombreuses pauses et changements de formation ; leur dernier album, Infestation, est publié le 20 avril 2010.

## Historique

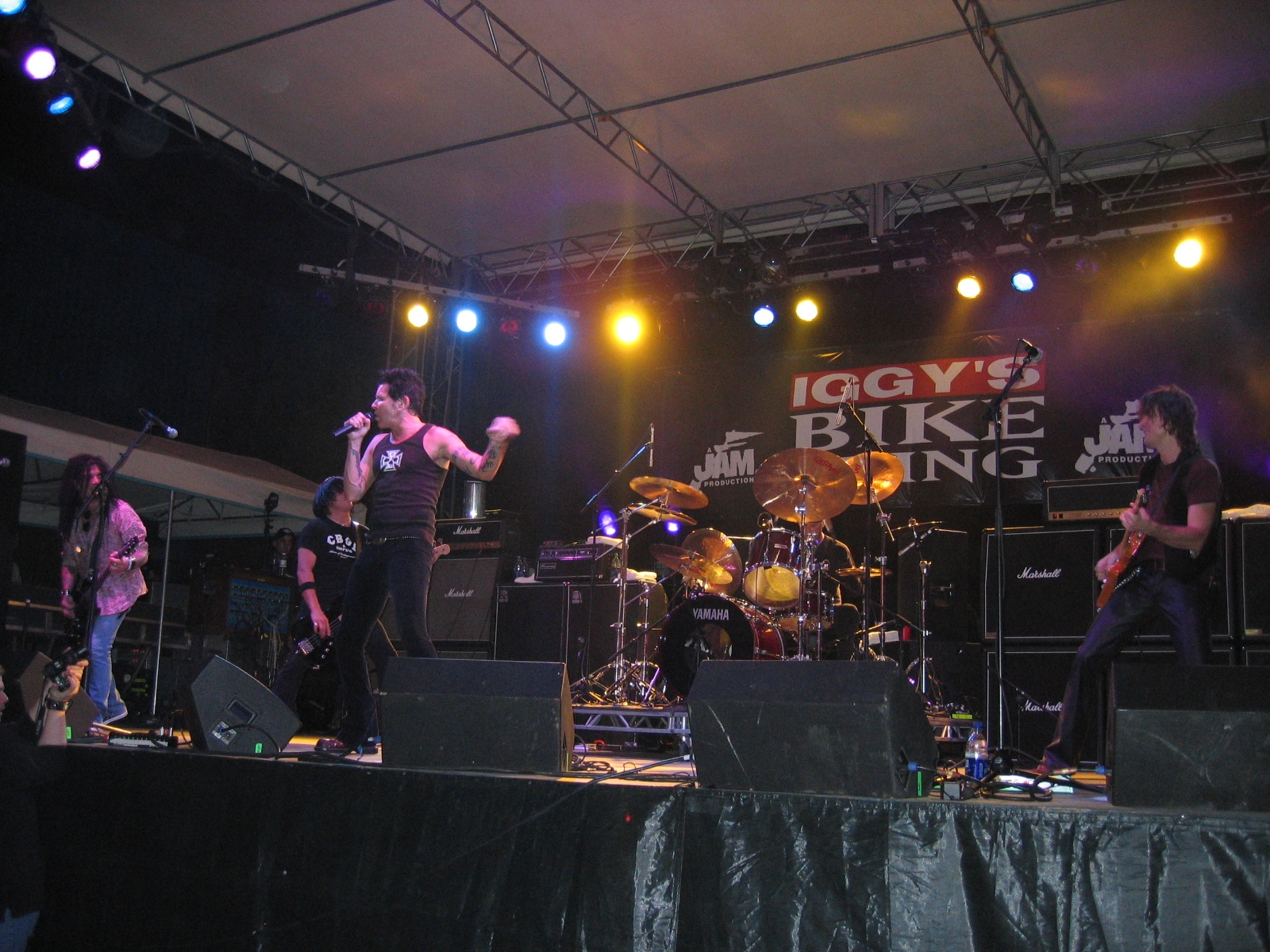
Ratt se produire sur scène

### Origines (1973–1982)
Les origines de Ratt remontent à 1973 avec un groupe d'Hollywood appelé Firedom, constitué par le chanteur et membre fondateur Stephen Pearcy, le guitariste Chris Hager, le bassiste Matt Thorr, et le batteur John Turner. En 1980, le groupe migre à Los Angeles pour augmenter ses chances de signer un contrat d'enregistrement avec un label important. Plus tard dans l'année, le guitariste Jake E. Lee rejoint Mickey Ratt et le groupe enregistre son premier single Dr.Rock/Drivin' on E, donné aux fans lors des tout premiers concerts dans les clubs de Los Angeles.
En 1981, le groupe raccourcit son nom et devient Ratt. Jake E. Lee, Chris Hager et Matt Thorr quittent le groupe pour fonder Rough Cutt. (En octobre de la même année, Lee quitte Rough Cutt pour remplacer Randy Rhoads en tant que guitariste d'Ozzy Osbourne). Stephen Pearcy les remplace par le bassiste Juan Croucier (qui vient de quitter Dokken) et les guitaristes Robbin Crosby et Warren DeMartini. Warren n'a alors que 18 ans lorsqu'il rejoint le groupe à Los Angeles. Il était alors encore étudiant à l'université à San Diego, et se montre au début peu disposé à tout quitter pour se joindre à un groupe au succès limité.
En 1982, le groupe est à présent au complet avec Stephen Pearcy (chanteur), Warren DeMartini (guitare), Robbin Crosby (guitare), Juan Croucier (basse) et Bobby Blotzer (batterie).

### Ratt(1983)
En juillet 1983, le groupe sort un EP sur le label indépendant Time Coast. Avec cet EP appelé tout simplement Ratt, le groupe commence à drainer un public situé au-delà du sud de la Californie. Il contient le hit You Think You're Tough. Il inclut également une reprise de Rufus Thomas de 1963, Walkin' the Dog. La version de Ratt est toutefois un hommage à Aerosmith qui l'avait déjà reprise en 1973 sur leur premier album. Le titre Back for More sur l'EP est légèrement différent de la version qui apparaîtra sur l'album suivant Out of the cellar. Ce mini-album est un succès et se vendra à plus de un million d'exemplaires (bien qu'il ne soit plus disponible depuis plusieurs années, il est aujourd'hui considéré comme une pièce de collection rare et monnayable).

### Out of the Cellar(1984)
Après l'excellent accueil du mini-album Ratt, le groupe signe avec Atlantic Records en 1983, et commence immédiatement l'écriture et l'enregistrement de l'album Out of the Cellar qui allait propulser le groupe. L'album sort dans les bacs en mars 1984. Il est alors encensé aussi bien par les critiques que par le public. L'apparition dans la vidéo de Round and Round de l'acteur Milton Berle (qui y joue un homme et une femme) permet d'attirer un public encore plus large. L'album Out of the Cellar arrive à combiner un jeu de guitare classique à la Van Halen ou Aerosmith avec des styles plus nouveau comme ceux de Judas Priest. L'album est matraqué à la radio et sur MTV où les hits se succèdent : Round and Round, Wanted Man, Back for More, Lack of Communication et I'm Insane. La voix râpeuse et bluesy de Stephen Pearcy se combine parfaitement avec le jeu flambloyant des guitares de Warren de Martini et de Robbin Crosby. Out of the Cellar devient un succès commercial, plusieurs fois platine aux États-Unis et en Extrême Orient, où le groupe fait l'objet d'un véritable culte. L'album catapulte le groupe au sommet, et est suivi d'une tournée mondiale incroyable où le groupe jouera dans les stades et les arênes du monde entier. Out of the Cellar est aujourd'hui largement considéré comme un album décisif du glam metal.
Tawny Kitaen , qui avait posé pour la pochette du mini album l'année précédente, accepte d'apparaître sur la pochette de ce premier véritable album. Elle apparaitra également dans la vidéo du titre Back for More au jukebox. Elle devient, de par son travail avec Ratt, une icône de la communauté glam metal ce qui lui permettra de devenir une célébrité internationale. Elle apparaîtra dans des films, des émissions télévisées et dans des clips. Elle se mariera d'ailleurs avec David Coverdale, chanteur de Whitesnake et apparaitra dans quelques clips du groupe.

### Invasion of Your Privacy(1985–1986)
Le deuxième album du groupe, intitulé Invasion of Your Privacy, sort en juillet 1985. Il rencontre, en majorité, des réactions positives de la part des fans et des critiques, atteignant la septième place des classements américains. Il contient les hits You're in Love et Lay it Down assurant au groupe des passages radio et sur MTV.
Les solos de guitare impressionnants de Warren de Martini et les paroles à forte connotation sexuelle de Stephen Pearcy permettent de mieux définir l'univers de Ratt.  Bien que ne réalisant pas en termes de ventes, les chiffres astronomiques du premier album, Invasion of Your Privacy est certifié double-disque de platine (plus de deux millions de copies) et conserve de la part des fans une réelle considération. Deux mois après la sortie de l'album, une vidéo sort à la vente. Elle est intitulée sobrement Ratt: The Video. On y retrouve l'intégralité des vidéos couvrant du premier EP jusqu'à Invasion of Your Privacy. Cette vidéo n'est plus disponible actuellement et très difficile à trouver. Elle atteindra en termes de vente le niveau platine et sera la première vidéo musicale disponible dans le commerce à être certifiée disque d'or aux États-Unis. Au même moment, Atlantic Records réédite le mini-album Ratt EP sorti en 1983. La fille sur la pochette de Invasion of Your Privacy est Marianne Gravatte, playmate pour Playboy qui fera également une apparition dans la vidéo de Lay it Down. Utiliser une playmate sur une pochette d'album deviendra plus tard une tendance qui sera imitée par beaucoup de groupes de glam metal des années 1980, tels que Bon Jovi, Great White, Slaughter ou L.A. Guns. La pochette de Invasion of Your Privacy fait partie des nombreuses pochettes d'album qui ont suscité l'attention du PMRC, étant une référence évidente au voyeurisme. Le porte-parole le présentera à une audition au congrès des États-Unis, le 19 septembre 1985 afin d'y adjoindre un sticker notifiant l'aspect « inadéquat » du contenu. Le groupe tourne de manière intensive aux États-Unis et Japon partageant l'affiche avec des groupes comme Bon Jovi, Ozzy Osbourne ou Iron Maiden.
En août 1985, le groupe joue au Monsters of Rock Festival de Donington en Angleterre en compagnie de ZZ Top, Bon Jovi, Metallica et Magnum.

### Dancing Undercover(1986–1987)
Le troisième album de Ratt, Dancing Undercover, sort en septembre 1986. L'album est mal reçu par les critiques. Mais d'un point de vue commercial, il se maintient et devient rapidement platine. Souhaitant, être pris au sérieux, la pochette de l'album ne comporte plus de playmate. À la place figure les photos en noir et blanc de chaque membre du groupe. De même, l'album ne contient aucune ballade et s'autorise même, tout au long des dix titres des incursions expérimentales à travers des sons plus heavy et plus thrash. Le titre reflétant cette envie d'évolution de façon saisissante est Body Talk, écrit pour le film d'Eddy Murphy Golden Child : L'Enfant sacré du Tibet (The Golden Child), sorti en 1986. Le modèle plus « rentre-dedans » de l'album (plus particulièrement avec cette chanson) fait croire à beaucoup de fan que le groupe souhaite changer de direction musicale en se dirigeant vers une musique plus dure et plus apparentée au thrash promulgué par des groupes tels que Metallica, Anthrax, Megadeth, et Slayer.
Cependant, ce ne sera pas le cas, ces expérimentations étant rapidement remplacées par des sons plus « bluesy » des trois albums suivants, et d'autres titres de l'album deviennent des hits imparables (Dance, Dance et Slip of the Lip). En 1987, Ratt s'embarque pour une tournée américaine avec les nouveaux venus de Poison et joue en Europe lors de la tournée Monsters of Rock. La tournée avec Poison est d'ailleurs la sixième meilleure tournée de l'année 1987.

### Reach for the Sky(1988–1989)
L'album Reach for the Sky sort en novembre 1988. Bien que l'album devienne rapidement platine, il est largement descendu par la critique, celle-ci le trouvant par trop inégal et manquant cruellement d'inventivité. Ratt est alors à un moment difficile de sa carrière, souffrant de problèmes de créativité pendant le processus d'enregistrement dû, en grande partie aux banals problèmes d'alcool et de drogue. Le groupe reconnaitra  lui-même que le manque de vitalité le frappant était dû aux difficultés rencontrées lors de l'écriture et la reproduction qui en était faite par le producteur de toujours Beau Hill. Malgré toutes ces critiques, Reach For the Sky engendrera deux hits, Way cool Jr. et I want a woman, ces deux titres étant à présent considérés comme des classiques du glam metal.
La surréaliste et Dali-esque pochette de l'album comporte une statue avec des lunettes de vision de nuit, une main humaine émergeant d'un paquet de cordes, un avion de combat de la deuxième guerre mondiale et une chaise en osier. Le groupe restera vague quant à l'interprétation de cette pochette et de ce qu'elle est censée symboliser afin de pouvoir laisser aux fans libre-court à leurs idées. La première version de la pochette laissait apparaître les seins de la statue comme demandé par Stephen Pearcy. Celui-ci souhaitait conserver cette version, mais les autres membres du groupe eurent peur que certains magasins de disques refusent de vendre l'album. De plus, la liste des titres était présentée dans un ordre différent. 
Les modifications de l'album effectuée, celui-ci pu être disponible dans les magasins de disque, Beau Hill perdit sa fonction de producteur attitré et les tensions au sein du groupe s'amplifièrent.

### Detonator(1990–1991)
Le cinquième album de Ratt, Detonator sort dans les bacs en août 1990. Beau Hill est remplacé à la production par Sir Arthur Payson après les résultats désastreux de l'album Reach for the Sky. L'album rencontre des réactions mitigées. Certains critiques le trouvent mou, manquant de la formidable énergie qu'avait le groupe au début de sa carrière, alors que d'autres apprécient le son plus travaillé, signe d'un groupe aux musiciens plus expérimentés et à des compositions plus mûres. Deux titres se dégagent de l'album : Shame, Shame, Shame et Lovin' You's a Dirty Job. La plupart des titres sont écrits avec Desmond Child et Jon Bon Jovi apparait dans les chœurs sur le titre Heads I Win, Tails You Lose. C'est aussi le premier album de Ratt à ne pas atteindre le niveau platine des ventes. Il sera toutefois certifié or. Mais l'album sort alors au moment de l'explosion du mouvement grunge. C'est pour le groupe la fin d'une époque.
Ratt apparait dans la première saison de l'émission MTV Unplugged pour promouvoir l'album aux côtés du groupe Vixen. Pendant le show, Michael Schenker, de Scorpions, remplace Robbin Crosby, déclaré malade. Cependant, la belle unité que montrait jusqu'à présent Ratt se morcelle. Lors d'un concert au Sun Plaza de Tokyo, pendant la tournée mondiale Detonator, l'utilisation abusive de drogue par le guitariste est devenue flagrante. Alors que le groupe interprète le titre Round and Round, Crosby saisit la mauvaise guitare et commence le solo, sans se rendre compte qu'aucun son ne sort de l'instrument et que des milliers de personnes (le groupe y compris) le regarde médusé dans un silence de plomb. Après le show, Robbin quitte le groupe. Il revient rapidement aux États-Unis et commence alors une cure de sevrage. Michael Schenker le remplace alors pendant une courte période. En 1991, Schenker quitte le groupe et Ratt devient un quatuor et procède à l'enregistrement du titre Nobody Rides for Free qui apparait sur la bande originale du film Point Break avec Keanu Reeves et Patrick Swayze.

### Ratt'n'Roll 8191(1991–1992)
Atlantic Records décide de sortir une compilation des meilleurs titres de Ratt en septembre 1991, Ratt'n'Roll 8191. L'album comporte ironiquement cinq titres de l'album Detonator (ironiquement puisqu'il s'agit de l'album ayant eu le moins de succès), davantage que n'importe quel autre album décrit sur la compilation. Il comporte également le seul titre que le groupe ait enregistré à 4, sans Robbin ou Michael, Nobody Rides for Free, présent sur la bande originale de Point Break.
Sorti un mois après l'album de Nirvana Nevermind, il se vend lentement. Atlantic Records commence à remettre en cause le contrat signé avec Ratt, mais décide finalement de garder Ratt sous contrat. En effet, Atlantic Records fonde envers leur nouveau poulain, Skid Row (qui n'a eu aucun hit jusqu'en 1990), leur plus grand espoir et pense que le succès de Skid Row sera profitable à Ratt. Mais alors que rien ne se passe de ce côté, l'album franchit à la surprise générale, le cap des 500 000 albums vendu et est certifié disque d'or en 1999.

### Séparation (1992–1996)
Tandis que les groupes alternatifs (comme Nirvana, Pearl Jam, Stone Temple Pilots, Alice in Chains, Soundgarden et The Smashing Pumpkins) deviennent populaires, les groupes de glam metal comme Ratt n'ont plus la cote et perdent rapidement le support de leur label. En février 1992, Pearcy quitte Ratt pour former un nouveau groupe, Arcade, avant de former un power trio nommé Vertex. Blotzer et Croucier retournent tous deux à une vie plus normale, loin des yeux du public et deviennent producteurs de groupes undergrounds. DeMartini tourne brièvement avec Whitesnake en 1994 et sort deux albums solo, Surf's Up! en 1995 et Crazy Enough to Sing to You en 1996 pendant que les autres membres du groupe attendent que le glam redevienne populaire. En 1994, le guitariste Robin Crosby est diagnostiqué porteur du virus HIV.

### Première reformation (1997–2000)
En 1997, Ratt se reforme en quatuor avec Pearcy, DeMartini, Blotzer et un nouveau membre Robbie Crane (ayant joué avec Vince Neil) à la basse. Une compilation du groupe, Collage, voit alors le jour, regroupant des faces B, des enregistrements alternatifs et des nouvelles versions de titres issus de la période Mickey Ratt. En 1999, Ratt signe un contrat avec la firme Sony. Un nouvel album aux accents nettement plus bluesy, appelé tout simplement Ratt, voit alors le jour. Cet album marque un changement dans le groupe, qui abandonne ses habituelles inspirations sur la fête pour se concentrer sur des thèmes plus sérieux. L'album est fortement critiqué par les fans et les critiques qui estiment la production trop faible et les vocaux de Pearcy trop approximatifs. L'album est un échec commercial. Ratt s'adjoint un deuxième guitariste, Keri Kelli.
En 2000, Pearcy quitte à nouveau Ratt et forme pas moins de deux groupes, Vicious Delite et Nitronic, puis passe rapidement à une carrière solo. Il crée également un label, appelé Top Fuel Records, sur lequel sortiront quelques anciens titres de Ratt ainsi que le travail en solo de Pearcy.

### Nouvelle séparation (2000–2006)
Ratt remplace Pearcy par Jizzy Pearl. Keri Kelli est remplacé par John Corabi. Leur concert au House of Blues en 2000 est enregistré et disponible sur un CD pirate. En 2001, Robbin Crosby annonce avoir contracté le SIDA. Il décède en 2002 d'une overdose d'héroïne et non des complications liées à sa maladie. 
Le groupe apparait lors de la tournée Rock Never Stops rassemblant d'autres groupes hard rock et metal des années 1980. En 2001, Pearcy poursuit le groupe en justice pour utilisation abusive du nom Ratt lors des tournées, indiquant qu'il possède les droits sur le nom Ratt. Mais Pearcy est débouté, et Blotzer et Pearcy obtiennent le droit d'utiliser le nom du groupe.
Le 7 janvier 2005, un fan demande à Juan Croucier sur son site Internet combien de temps il a fallu à Blotzer et Croucier pour décider d'arrêter le groupe en 1992 après que Pearcy et DeMartini ont quitté Ratt. Juan répond : « OK, je vais faire une fois de plus le point sur ce sujet et après on n'y reviendra plus. Bobby et moi n'avons jamais quitté Ratt. En fait, nous ne pouvions pas le faire. Le groupe était constitué de telle sorte qu’on aurait dû se virer mutuellement. On s’est retrouvés coincés. On avait le nom Ratt mais on ne pouvait pas l’utiliser. La seule chose qui pouvait faire avancer les choses, c’est que Bobby ou moi fassions faillite et… c’est arrivé à Bobby en 1995/96. Par conséquent, j’étais le seul associé de Ratt mais je ne pouvais toujours pas utiliser le nom. Bien sûr, on avait essayé de rebâtir quelque chose avec Bobby et d’autres musiciens (The Salty Dog), mais je ne retrouvais pas l’esprit de Ratt, même avec de l'imagination et j'étais donc sceptique de garder le nom Ratt parce que finalement, on n'était pas Ratt. Je ne trouvais pas bien de conserver le nom et de faire autre chose. Mais on n'a de toute façon pas eu le temps de se poser ce genre de question avec Bobby. Après un moment, tout semblait figé. Bobby, avec lequel il était très difficile de s'entendre, et moi ne souhaitions plus continuer ensemble pour créer un autre groupe. Et puis, plus tard, en 1997, Bobby est revenu, hors de lui. Visiblement, il en avait marre de mon attitude.
Je crois qu’il se disait : « Tu fais chier Croucier. On le fait avec ou sans toi ». Tout ça pour de l’argent ! Bobby a menti quand il a dit que Stephen n’avait jamais quitté officiellement le groupe. Et on est allés au procès. Ça faisait bizarre, parce qu’en 1993, Bobby avait indiqué à son avocat Robert Tauro que Stephen s’était barré du jour au lendemain et n’était jamais revenu. Bobby a détesté Stephan d’avoir fait ça. Et puis, en 1997, Bobby a agi comme si rien ne s’était passé. Et donc, après que Bobby eut baissé son pantalon devant Stephen, ils (Bobby et Stephen) ont essayé de me virer de l'association Ratt. Ils étaient ridicules, et en dépit de mes objections et du fait que j'étais conforté légalement dans mon attitude (conformément à l'accord d'association qu'on avait signé pour RATT), ils ont continué et se sont reformés pour jouer et enregistrer en tant que Ratt avec Warren. Contre mon avis et mes souhaits ! Des bons gars, hein ? C'est la vérité. Tout que j'ai dit, c'est la vérité. Leur position c'était, « on va niquer Juan ». Et ils m'ont niqué. Et puis tous leurs mensonges sur moi, pourquoi j’avais refusé la réunion… Tout a commencé dans la presse puis à la radio. Inutile de le dire, mais j'étais blême et je n'ai jamais pu m’exprimer et donner ma version de l'histoire ou simplement leur répondre. Apparemment, le concept était simple : faire croire aux gens leur mensonges. Et comme on ne me laissait pas parler… C’est le genre de truc où tu te dis ; si je mens assez longtemps, au bout d’un moment on me croira.  À partir de ce moment-là, je n'ai jamais plus rien dit sur ce qui était légal ou pas sur Ratt. Tout ce que je sais, c'est que n'importe qui peut venir ici et se prétendre faire partie de Ratt, s'il a avec lui un avocat… »
Avec ce message paru sur son site web, Croucier est le premier membre du groupe a indiquer que celui-ci ne s'est jamais officiellement séparé, mais qu'il existe entre les membres de Ratt un simple hiatus. Pourtant les autres membres du groupe (Blotzer, DeMartini et Pearcy y compris) avaient toujours indiqué que le groupe s'était séparé en 1992. Au vu de l'honnêteté dont fait preuve Croucier, les fans se rapprochent de lui et le soutiennent dans les différentes batailles juridiques contre Blotzer.
Le 29 juillet 2005, Ratt apparait dans l'émission Classic Rock. L'émission se concentre surtout sur le fait que Blotzer et DeMartini continuent de tourner sous le nom de Ratt, alors même que Stephen Pearcy (membre fondateur du groupe) n'en fait plus partie. Toutefois, il semble que des tentatives de réunion avaient plusieurs fois eu lieu afin de réunir le groupe originel (Pearcy, Croucier, Crosby, Blotzer et DeMartini). Mais les problèmes de drogue et d'obésité de Crosby firent tourner court ces tentatives tandis que Blotzer donnait à cette époque son avis : « Pearcy a toujours œuvré pour que le groupe se reforme mais ses exigences étaient incroyables. Il m'a envoyé un putain d'email ou il me disait qu'il voulait la moitié de tout ce qui était vendu. Il voulait manager, produire et tout contrôler ce qui sortait. C'était une vraie connerie. Stephen avait grand besoin de conseils à mon avis. »
Pearcy, quant à lui, fait une déclaration assez contradictoire, indiquant qu'il souhaitait sortir un nouvel album pour les fans et partir en tournée pour fêter les 20 ans du groupe. Juan Croucier n'est d'accord ni avec l'un, ni avec l'autre : « Ca me gêne que Bobby (Blotzer) et Warren (DeMartini) continue à utiliser le nom de Ratt. Ce n'est pas Ratt. Il ne reste que 2 types sur les 5 à l'origine et en plus, la majeure partie des titres qu'ils jouent n'ont pas été écrits par eux. Je peux comprendre qu'ils aient besoin d'argent, mais utiliser le nom de Ratt me semble être un total manque de respect. Et en plus, je crois que si Stephen (Pearcy) en avait la possibilité, il ne se gênerait pas pour le faire. Le mal est fait, de toute façon. »
L'avenir du groupe est donc bien sombre. DeMartini et Blotzer sont alors les seuls deux membres originels du groupe et continuent d'utiliser le nom de Ratt après avoir gagné leur procès contre Pearcy en 2001. Le groupe est alors formé de Jizzy Pearl au chant, Warren DeMartini et John Corabi à la guitare, Bobby Blotzer à la batterie et Robbie Crane à la basse.
Le 11 mai 2006, Ratt apparait dans l'émission Behind The Music sur VH1. Pour la première fois, il est indiqué que l'ancien guitariste Robbin Crosby est décédé à la suite d'une surdose d'héroïne et non du Sida.
Chaque membre du groupe continue de travailler dans des projets annexes. Blotzer, Corabi, et Crane se joignent à Keri Kelli pour former un groupe de reprise, Angel City Outlaws. Warren DeMartini et Jizzy Pearl travaillent à leur carrière solo et enregistrent de nouveaux titres. Par un concours de circonstances étonnant, Pearcy et Croucier tournent ensemble à l'été 2006 jusqu'à la fin de l'année. Et fait encore plus étonnant, Blotzer les rejoint sur scène le 27 octobre 2006.

### Seconde reformation
Le 1er décembre 2006 le site web MetalSludge fait courir le bruit d'une possible reformation, après avoir signalé que Pearcy et Croucier ont rejoint Blotzer et DeMartini. Le 4 décembre 2006, Jizzy Pearl annonce qu'il n'est plus membre de Ratt. Les spéculations vont bon train et la fièvre s'empare des fans. Le groupe refuse tout d'abord tout commentaire, puis au début de l'année 2007 annonce leur nouveau line-up, indiquant que Corabi remplace Crosby à la guitare. Le 17 mars 2007 un autre site web Bravewords annonce que Ratt va donner une série de concerts en 2007 avec Poison et Great White. Le 12 avril, Bravewords annonce que c'est White Lion qui ouvrira pour Poison et Ratt, Great White étant toujours en négociation pour la tournée.
Le 20 mars 2007 le site web de Ratt est finalement mis à jour après un an d'inactivité, mais seul le logo apparait. Une semaine plus tard, Blabbermouth.com indique que Ratt participera au festival Rocklahoma du 13 au 15 juillet à Pryor, l'Oklahoma, avec Stephen Pearcy au chant mais sans Juan Croucier qui a décidé de décliner sa participation à la tournée.
Des dates sont alors confirmées, alors que White Lion n'en fait plus partie à la suite de questions légales. Vains of Jenna prend leur place. La tournée débute le 13 juin au Bi Lo Center de Greenville, S.C. et passe le 19 août au Coors Amphitheatre de Denver. « La tournée, qui réunit Poison et Ratt pour la première fois depuis 1999, passera à Boston, Détroit, New York, New Jersey et Los Angeles », indique Troy Blakely, qui gère Poison avec l'Agency for the Performing Arts. « On a prévu de faire entre 50 et 60 dates », indique Blakely sur Billboard.com. « Je dirais que 30 à 35 dates sont dans des salles, et pour le reste, ce sera des festivals et des stades ». Les festivals confirmés incluent jusqu'ici Birmingham, Ala.'s City Stages (16 juin), Bay City, Mich.'s Bay City River Roar (22 juin), Pryor, Okla.'s Rocklahoma (13 juillet), Sturgis, S.D.'s Buffalo Chip (5 août) et Newton, IA, Iowa Speedway (4 août).
Le 31 juillet 2007, sort le DVD Ratt - Videos From the Cellar: the Atlantic Years reprenant  dans son intégralité les deux vidéos sorties en 1985 et 1991. Y sont inclus quatre vidéos (You're In Love, Dance, Body Talk et Slip of the Lip de la période Dance, Dance, Dance). Ces vidéos sont accompagnés des commentaires de Stephen Pearcy et Warren DeMartini. Le 21 août 2007, un nouveau best of arrive dans les bacs Tell the World : the Very best of Ratt. À l’origine, l’album devait contenir un inédit : No Once Can Stop You Now enregistré lors des sessions de l’album Reach for the Sky. Mais là encore, Juan Croucier, qui a écrit le morceau, refuse qu’il soit utilisé. Ratt change au dernier moment ce titre pour le remplacer par Way Cool Jr. en version unplugged.

### Infestationand hiatus (2009–2011)
Ratt se joint à plusieurs autres groupes de hard rock en novembre 2009 au ShipRocked. En avril 2009, Loud and Proud/Roadrunner Records annoncent un contrat de distribution internationale avec Ratt. Leur nouvel album, Infestation, est publié en avril 2010. Infestation atteint la 30e place du Billboard Top 200. Un clip du premier single, Best of Me, est tourné, et suit d'une tournée mondiale en soutien à Infestation.
Le 18 mars 2010, DeMartini explique que l'album Infestation « a atteint le succès escompté. » Ratt est confirmé pour le Download Festival 2010 de Donington Park, en juin 2010. Cependant, le groupe annonce le 8 juin 2010, s'être retiré du Download Festival car l'un des membres devait se faire opérer. Le 26 octobre 2010, Ratt est annoncé en pause pendant une durée indéterminée.

### Reformation avec Croucier (2012–2013)
En janvier 2012, le chanteur Stephen Pearcy annonce que le groupe est en pleine écriture d'un nouvel album, qui est prévu pour l'été la même année. Ce même mois, Ratt annonce sa venue au M3 Rock Festival en été 2012. Le 22 mars, le bassiste Robbie Crane annonce son départ de Ratt pour se consacrer au groupe Lynch Mob. En avril 2012, des rumeurs font surface selon lesquelles le bassiste Juan Croucier reviendrait dans le groupe en été ; ces rumeurs s'avèrent exactes lorsque Croucier joue avec Ratt au M3 festival le 12 mai.
En janvier 2013, le batteur Bobby Blotzer annonce la préproduction d'un nouvel album avec le producteur Brian Howes. En janvier 2014, le batteur Bobby Blotzer doit manquer quelques concerts à cause d'une opération au cou en octobre 2013. Il est remplacé par Jimmy DeGrasso.

### Second départ de Pearcy (2014)
Le 24 avril 2014, Stephen Pearcy annonce encore une fois son départ du groupe,.

### Scission (depuis 2015)
En juin 2015, Bobby Blotzer forme un groupe appelé Bobby Blotzer's Ratt Experience en tournée. En août 2015, Juan Croucier forme un groupe de tournée qui joue des chansons de Ratt. Pendant des jours, Blotzer critique Croucier pour son usage du logo du groupe.
En 2016, alors que Bobby Blotzer tourne, accompagné de nouveaux musiciens, sous le nom de Bobby Blotzer's Ratt, Stephen Pearcy, Juan Croucier et Warren DeMartini portent plainte contre leur ancien batteur. Ils reprennent possession du nom du groupe après une décision de justice et reforment Ratt avec Carlos Cavazo et Jimmy DeGrasso.

## Membres

### Membres actuels
Formation Back for More Tour
- Stephen Pearcy – chant (1976–1992, 1996–2000, 2006–2014, depuis 2016)
- Warren DeMartini – guitare, chœurs (1981–1992, 1996–2014, depuis 2016)
- Juan Croucier – basse, chœurs (1982–1983, 1983–1992, 2012–2014, depuis 2016)
- Carlos Cavazo – guitare, chœurs (2006–2014, depuis 2016)

Formation American Made Tour
- Bobby Blotzer – batterie, percussions (1982–1992, 1996–2014, depuis 2015)
- Joshua Alan – chant (depuis 2015)
- Mitch Perry – guitare, chœurs (depuis 2016)
- Brad Lang – basse, chœurs (depuis 2016)
- Stacey Blades – guitare, chœurs (depuis 2016)

### Membres invités
- Bob Marks – batterie, percussions (1976–1980)
- Seth Faver – batterie, percussions (1980)
- Dave De Ellis – guitare, chœurs (1981)
- Gene Hunter – basse, chœurs (1981–1982)
- Khurt Maier – batterie, percussions (1981–1982)
- Michael Schenker – guitare, chœurs (1991–1992)
- Jimmy DeGrasso – batterie, percussions (2014, 2016)

### Anciens membres
- Robbin Crosby – guitare, chœurs (1981–1991 ; décédé en 2002)
- Tommy Asakawa – guitare (1976)
- Chris Hager – guitare, chœurs (1976–1981)
- Matt Thorr – basse, chœurs  (1976–1982)
- John Turner – batterie, percussions (1978–1981)
- Tim Garcia – basse, chœurs (1978–1981)
- Bob Eisenberg – batterie, percussions (1978–1980)
- Paul DeNisco – guitare, chœurs (1980)
- Jake E. Lee – guitare, chœurs (1980–1981)
- Dave Jellison – basse, chœurs (1980–1981)
- Bob DeLellis – guitare, chœurs (1981)
- Mike New – basse, chœurs (1982)
- Marq Torien – guitare, chœurs (1982)
- Joey Cristofanilli – basse, chœurs (1983)
- Robbie Crane – basse, chœurs (1996–2012, 2016)
- Keri Kelli – guitare, chœurs (1999–2000)
- John Corabi – guitare, chœurs (2000–2008)
- Jizzy Pearl – chant (2000–2006)
- Michael « Doc » Ellis – guitare, chœurs (2015–2016)
- Scott Griffin – basse, chœurs (2015–2016)
- Blaze – guitare, chœurs (2015–2016)

## Discographie
- 1984 : Out of the Cellar
- 1985 : Invasion of Your Privacy
- 1986 : Dancing Undercover
- 1988 : Reach for the Sky
- 1990 : Detonator
- 1999 : Ratt
- 2010 : Infestation